# Ratpenat nasofoliat de Hill
El ratpenat nasofoliat de Hill (Hipposideros pomona) és una espècie de ratpenat de la família dels hiposidèrids. Viu a Bangladesh, Cambodja, la Xina, l'Índia, Laos, Malàisia, Myanmar, Nepal, Tailàndia i el Vietnam. El seu hàbitat natural són en coves i esquerdes en hàbitats subterranis. No hi ha cap amenaça significativa per a la supervivència d'aquesta espècie, tot i que està afectada per la pertorbació humana del seu hàbitat.